# Českosaské Švýcarsko

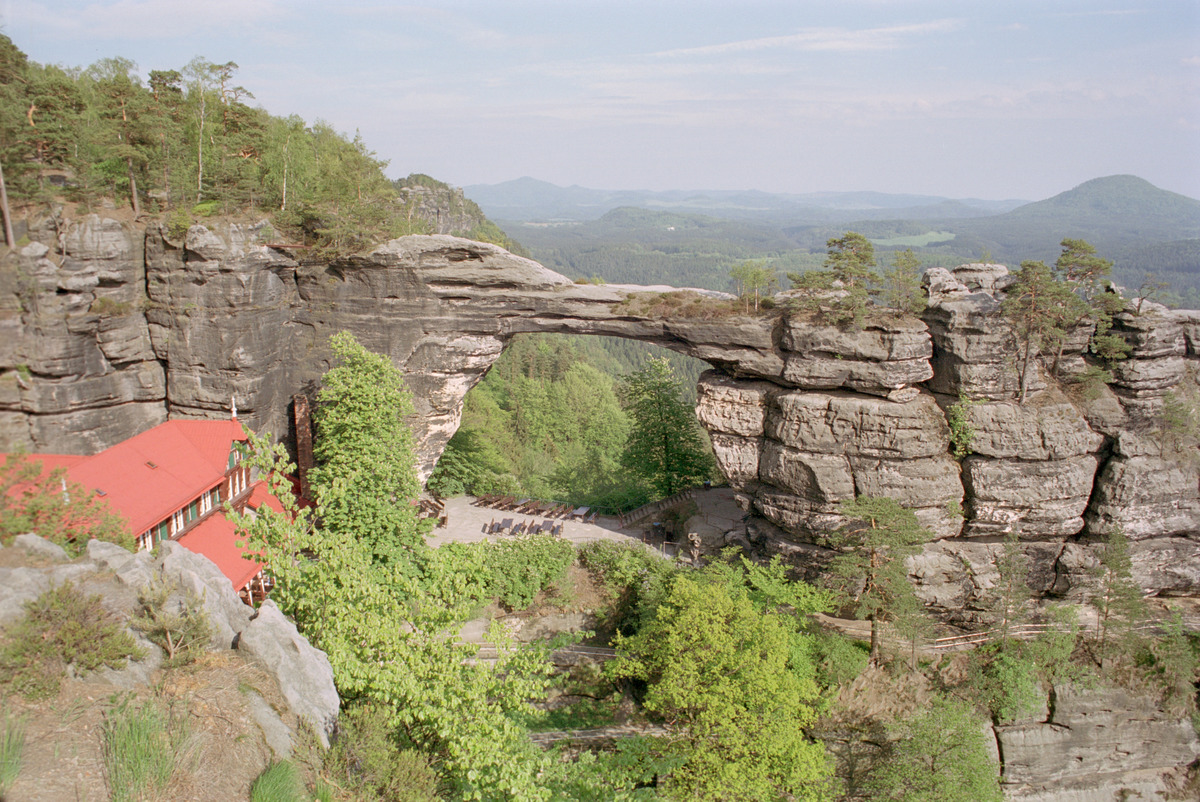
Pravcicka brana (Poarta mare Pravcicka)

Českosaské Švýcarsko (uneori doar České Švýcarsko sau Saské Švýcarsko, germană Böhmische Schweiz, adică "Elveția boemă") este un masiv mutos cu vârful cel mai înalt Děčínský Sněžník (Hohe Schneeberg) (726 m), care face parte din Munții Elbei și se întind la nord de localitatea Děčín pe ambii versanți ai fluviului Elba, în Cehia. La est se află munții Lausitzer Gebirge (Lužické hory, 792 m). Din anul 1972 regiunea este rezervație naturală (ChKO Labské Pískovce), iar din anul 2000 a fost declarat parc național (Parcul Național České Švýcarsko).